# طرح‌واره مدیریت زیست‌محیطی
طرح‌واره مدیریت زیست‌محیطی (به انگلیسی: Environmental management scheme) سازوکاری است که از طریق آن مالکان زمین و دیگر افراد و ارگان‌های مسئول مدیریت زمین می‌توانند انگیزه‌ای برای مدیریت محیط زیست خود داشته باشند.

### استرالیا
چندین طرح‌واره در استرالیا در حال اجرا هستند یا بوده‌اند، از جمله:
- صندوق‌های امانی میراث ملی (۱ و ۲)
- طرح اقدام ملی برای شوری
- مراقبت از کشورمان

### انگلستان
چندین طرح در بریتانیا در حال اجرا هستند یا بوده‌اند، از جمله:
- طرح نیکداری روستایی
- نیکداری زیست‌محیطی
- طرح‌واره مناطق حساس محیط زیست

در حال حاضر انگلستان فعالیت می‌کند:
- نیکداریی سطح ورودی
- نیکداری سطح بالاتر
- نیکداری سطح ورودی ارگانیک
- نیکداری سطح بالاتر ارگانیک ورودی

همه این طرح‌ها توسط Natural England اداره می‌شود.